# 莫三比克稀棘䲁
莫三比克稀棘䲁，為輻鰭魚綱鳚形目䲁科稀棘䲁屬的一種，分布於西印度洋東非、葛摩與馬達加斯加海域，本魚體延長，稍側扁，頭頂無冠膜，無鬚，下頜兩側有犬齒具有毒腺，身體呈金綠色，眼睛上方呈綠色，黃色尾鰭有兩條長尾帶，呈現經典的叉尾形狀，體長可達10公分，棲息在珊瑚礁區，雌魚產附著性卵，雄魚有護卵行為，生活習性不明，可做為觀賞魚。